# Djas Puhr
Djas Puhr es un personaje de la saga Star Wars.
La Mos Eisley Cantina en el planeta Tatooine, es una cantina llena de escoria y villanos. Para el caza-Recompensas Djas Puhr, la cantina es un refugio fértil donde puede atrapar a algún fugitivo o conseguir valiosa información de algún trabajo. Puhr pertenece a la especie de los sakiyan, caracterizados por tener piel negra, una cabeza grande y calva. Sus orejas son ligeramente puntiagudas y sus manos tienen cuatro dedos deformes.